# Bernardino Poccetti

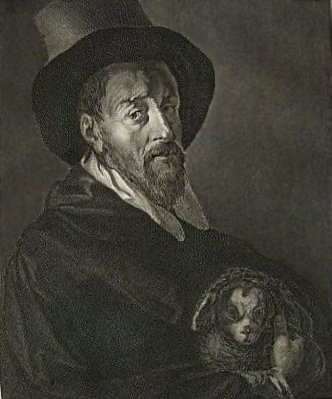
Bernardino Poccetti, Abbildung aus dem Nordisk familjebok

Bernardino Poccetti (* 27. August 1548 in Florenz; † 10. November 1612 ebenda; eigentlich Bernardo Barbatelli) war ein italienischer Maler des Manierismus.
Poccetti lernte bei M. Ghirlandajo, ging dann nach Rom, wo er Raffaels Werke studierte und sich besonders in der Groteskenmalerei ausbildete, welcher seine besten Schöpfungen angehören. Nach seiner Rückkehr nach Florenz erstellte er religiöse Fresken in den Klöstern von Santa Maria Novella, Santissima Annunziata und San Marco. Seine Ausmalung des Palazzo Capponi in Florenz (1583–1590) ist eine Glanzleistung manieristischer Gesamtdekoration. Ein weiteres bedeutendes Werk ist ein Fresko im Ospedale degli Innocenti in Florenz (1610), das den Kindermord zu Bethlehem, das karitative Wirken des Ospedale sowie ein Treppenmotiv zeigt, das Wandbild und Raum miteinander verbindet. Poccettis Bedeutung liegt vornehmlich in seinen ornamentalen Malereien (Deckenarabesken in den Uffizien).